# Himalayakroonmees
De himalayakroonmees (Machlolophus xanthogenys; synoniem: Parus xanthogenys) is een zangvogel uit de familie Paridae (mezen).

## Kenmerken
De vogel is 13 tot 14 cm lang. Dit is een van de weinige soorten mezen die getooid zijn met een kuif. De vogel is geel van onder met een brede zwarte streep. Opvallend is de brede zwarte oogstreep en daarboven een witte wenkbrauwstreep. Bij de geelwangmees is de zwarte oogstreep smaller en korter en loopt niet tot de snavelbasis. De kruin is zwart met een zwarte kuif waarvan de sierveren gele eindranden hebben. Van boven is de vogel olijfgroen, met op de vleugels zwart en een lichte vlekken. Het vrouwtje is iets doffer van kleur.

## Verspreiding en leefgebied
Deze vogelsoort komt voor in het Himalaya-gebergte van noordelijk Pakistan tot oostelijk Nepal.

## Status
De grootte van de populatie is niet gekwantificeerd maar de soort wordt omschreven als algemeen of plaatselijk algemeen. Op de Rode lijst van de IUCN heeft deze soort de status niet bedreigd.